# しゅはまはるみ
しゅはま はるみ（1974年9月29日 - ）は、日本の女優。東京都世田谷区（下北沢）出身・在住。エイベックス・マネジメント所属。
2016年頃までは苗字が漢字表記の主浜 はるみ名義で活動。

## 来歴
藤村女子中学校在学時に新体操部に所属。補欠から外されたときに周囲とぎくしゃくしてしまい、別の学校に転校している。幼少期は暗い性格だったといい、学生時代は家の中で絵本をずっと読んでいるインドア派だった。しかし、勝手に絵本の主人公になりきっていたことが役者を目指すきっかけにもなったという。
親に勧められてジャパンアクションクラブ（JAC）の養成所に入所し、高校生時代から演劇を始める。JACでは千葉真一に気に入られ、真一の「真」の字を使った夕真緒という芸名を貰って活動。1992年にテレビドラマ『徳川無頼帳』（テレビ東京）で女優デビューするが、アクション系の事務所だったにも拘らずアクションがあまり得意ではなくバク転もできなかったことから、その後はフェードアウトする形で高校卒業後にJACを退所している。
JAC退所後も芝居が好きだったことから自力でオーディションに応募し、19歳の頃、堤泰之、白井晃演出の舞台を経験。1995年には劇団東京乾電池研究生を経て、1996年に同劇団に入団した。20周年記念公演『しとやかな獣』にも出演したほか、舞台以外ではナオミ・キャンベルに変身するTBCのCMに出演してそのCMが話題になったり、端役ながらもテレビドラマ『成田離婚』（フジテレビ）にレギュラー出演したりなど舞台以外でも活躍の兆しを見せ始めていた。しかし、当時付き合っていた男性と結婚を前提とした付き合いを始めるために1998年に劇団東京乾電池を退団し、女優業を一度引退する。その男性はしゅはまの女優業をあまり快く思っておらず、結婚したいから女優を辞めてくれと言われたことが引退の大きな理由であった。
結婚するまで5年ほどかかり、その間に舞台の手伝いなどで女優復帰の意思が芽生え始め、結婚の際に女優復帰を懇願。2002年頃より役者活動を再開した。再開後にはイーピン企画に所属し、同社の企画するミステリーイベント（ミステリーナイト他）への出演や、小劇場を中心とした舞台出演が主な活動となる。2006年には同世代の女優と3人で演劇ユニット「Qluck宴」を立ち上げての活動も行っていた。その他、CMやテレビドラマといった映像作品にも出演。なお、結婚生活はあまり長く続かず、33歳の頃に離婚している。
映像の仕事をするきっかけにと映画のワークショップを探していたところ、映画監督の山岸謙太郎から上田慎一郎を紹介され、2017年、上田も関わることになっていたENBUゼミナール・シネマプロジェクト第7弾の応募を決断。無事にオーディションを通過し、上田監督の映画『カメラを止めるな!』に出演を果たす。同作は翌年に劇場公開が始まると、当初はミニシアター2館での公開だったところから累計300館以上に拡大公開が行われ、動員200万人を記録するというインディーズ映画としては異例の大ヒットを記録。しゅはまによる主人公の妻・日暮晴美役の快演も高く評価された。
『カメラを止めるな!』の出演後は、「それまでは仕事自体がほぼないに等しいような状況だったので、新しい人生が始まったみたいな感じです」と表現するほどで、メインで出演するCM（損保ジャパン日本興亜ひまわり生命やJ-オイルミルズなど）があったり、『痛快TV スカッとジャパン』（フジテレビ）で番組内再現ドラマに準レギュラークラスで出演したりなど活躍。2018年12月1日、女優業再開後より所属していたイーピン企画からエイベックス・マネジメントに移籍。
2019年には『カメラを止めるな!』での演技が評価され、第28回東京スポーツ映画大賞の助演女優賞にノミネートされた。同賞の受賞はならなかったものの、「彼女が出てるシーンが印象に残ってるから」という審査委員長のビートたけしの独断により、ノミネート外から新人賞に選出された。スケジュールの都合で授賞式への出席はかなわなかったもののビデオメッセージを寄せ、「ドラマの仕事と授賞式がダブルブッキングするなんて、想像すらしていなかったことが起きている」と述べた。
同年9月公開の映画『かぞくあわせ』にて、単館公開の作品ではあるが映画作品初主演。同作は俳優の藤田健彦、映画監督の長谷川朋史と結成した自主映画制作ユニット「ルネシネマ」の一作で、企画立ち上げの段階から関わっている。以降も「ルネシネマ」による自主映画が制作されている。
同年10月11日、神奈川県川崎市の中原警察署の一日署長に任命され、振り込め詐欺防止などの啓発活動を行った。
2020年6月にはパーソナルジム「RIZAP」でのプログラムにより、-14.7kgのダイエットに成功（詳細後述）。年齢を感じさせない身体に仕上がり、6月30日発売の週刊ポストで45歳にして初のグラビア撮影に挑戦し、同日にデジタル写真集もリリースした。
2021年3月、エイベックス・マネジメントが企画し、ワールドデザインテーブルが制作するYouTubeチャンネル「しゅはまるチャンネル」を開設。2020年に英会話スクールに通い始めたしゅはまがハリウッドへの挑戦、アメリカの連続テレビドラマに出演する夢を叶えるべく、TOEIC800点を目指して邁進する姿をレポートしていくチャンネルとなる。なお、5月26日投稿をもって休止している。

## 人物・エピソード
趣味はアメリカドラマ鑑賞。好きな言葉は七転び八起き。2018年12月発売の書籍では、百貨店の惣菜屋やスナックでアルバイトをしながら女優業を続けていると発言していた。2019年4月放送の『有吉大反省会』（日本テレビ）に出演した際には、エイベックス・マネジメント所属後もスナックでのアルバイトを精力的に続けており、チーママの座に上り詰めてしまったと語っている。
主浜の性格について劇作家の佐々木奈史からは、竹を割ったような性格と言われている。映画監督の上田慎一郎からは、ときどき我を忘れるほど前のめりに頑張ってしまうときがあると言われ、また、役者の立場でも演出や制作にも積極的に参加して、いい意味で面倒臭いところがあると称している。映画で共演した浅森咲希奈からは、常に他の人のために動いていてくれて、疲れた顔を見せないエネルギッシュな存在だと称されている。CMディレクターの遅塚勝一からは、普段は口下手で引っ込み思案で、また、かつてはここ一番に弱く大事な場面で緊張しやすかったと言われている。しゅはま自身は、すぐ物事をネガティブに考えてしまい、「鬱っぽいところ」があると語る。
離婚から1年ほどしたとき、突如虚無感や孤独感に襲われ、仕事や友人からの誘いも全て断り、引きこもり状態だった期間が半年ほどあったという。過去に出演したTBCのCMを担当した山内ケンジから舞台出演の依頼があり、事務所経由で一度は断りを入れたものの山内から直接しゅはまに連絡が入り、主浜のために役を用意するから舞台に出てみないかと誘われたことが救いとなり引きこもり状態を脱した。その後は主浜の意識にも変化があり、主体性のなかった性格から、能動的に動くようになったという。この他、「人間としての転機」として語る出来事として、2011年、福島県に住んでいる母方の親戚が東日本大震災に被災したことを挙げている。それまでは「自分一人で勝手に生きて勝手に死ねばいい」って思っていた主浜だったが、大切な親戚らが大変な状況下で、そんな自堕落な考えだったことから何かしようにも貯金がなく、何もできなかった後悔に見舞われ、自身がダメ人間だったことを自覚した。「大事なものを守るためには、自分が自立してないとダメ」と気付き、当時患っていた軽い睡眠障害も克服して真剣にアルバイトに取り組めるようになり、更に「俳優としてステップアップを」という意欲にもつながったという。
愛嬌のあるおばちゃんタイプの見た目で、シリアスからコメディまで多彩な役柄をリアルに演じられる演技力を持つ。映画『カメラを止めるな!』はワークショップから始まった映画であるため演技経験の浅いキャストが多い中で、映画の出演経験は浅いものの舞台やCMなどの出演経験が豊富だった主浜は、役同様にチームの母的な存在だったという。他のキャストへのアドバイスのみならず、映画の宣伝も自らが先導することもあった。舞台で共演した福田愛依からは表情の変化が繊細であると称され、また、演出の指示に呼応してすぐに対応できる姿も福田から尊敬されている。
劇団東京乾電池所属時代は、舞台以外での仕事もこなさせるという劇団の方針から映像作品にも出演していたが、主浜自身はテレビでの仕事をあまり得意としていなかった。若い頃のしゅはまは、みんなで練習して作り上げていき、毎日完成したものが変化していく舞台に楽しさを見出しており、そういった「みんなで練習して作り上げる」という感覚のない映像作品は楽しいと感じられなかった。しかし、女優活動再開後は徐々に映像も楽しいと感じ始め、2016年になってからはそれまで出演の少なかった映画にも目覚めはじめた。2017年の映画『カメラを止めるな!』の出演をもって、「ああ、映像ってこんなに楽しいんだ!」って本格的に実感できたという。2019年公開の主演映画『かぞくあわせ』では前述の通り、企画立ち上げの段階から関わっており、初日舞台挨拶では開場前の準備や進行も担当。「企画段階から俳優が関わってやっていく時代」「せりふを言うだけじゃなく、企画から考える女優になろう」と映画作品に対して意欲的に取り組んでいることが感じられるコメントを述べている。
「主浜」という苗字は本名。全国でもあまりいない苗字（岩手県に多い）のため、あまり読んでもらえず、現場で「ちょっとそこの彼女」みたいに名前で呼ばれなくなってしまうことを嫌い、平仮名表記に芸名を変更した。
映画『カメラを止めるな!』中で主浜演ずる日暮晴美が発する「ポンッ!」というセリフは、舞台挨拶でしゅはまが一本締めならぬ“一ポン締め”を披露したり、公開拡大時の惹句やイベントタイトルなどで「パンデミック」（感染）にちなんで「ポンデミック」と表現されたりするなど、同作中もっとも特徴的なワードとして扱われている。特徴的な役を演じたことでしゅはま自身も「ポンッ!」の人として親しまれるようになり、知名度の向上からCMのオーディションの合格率が高くなったといい、前述の第28回東京スポーツ映画大賞新人賞受賞もこのセリフがビートたけしに評価されたことによるものである。

ダイエットに取り組んでもすぐにまた太ってしまったり、トレーニングが継続できなかったりすることが多く、体重の増減を繰り返している。イーピン企画所属時のプロフィールでは、2013年末時点で体重60kg、ウエスト75cmだったが、2015年5月時点でウエストが87cmにまで増え、2016年9月時点で体重64kg、ウエスト80cmだった。但し、これらは事務所プロフィール上の数字であり、実際には2013年のときが一番太っており、体重は72〜73kgあったと後年語っている。2018年8月には以前より痩せた姿に宣材写真が更新され、体重58kg、ウエスト79cmになっていたが、エイベックス・マネジメント移籍後の翌2019年の年始には正月太りしてしまったことをブログで明かしている。マネージャーに痩せたいと相談し、当初は地道にブログにダイエット記録をつけていこうとしていたが、そのうち「何か仕事と連動できないか」という話が持ち上がり、2019年11月より「RIZAP」のプログラムを実施することとなった。2019年10月時点では体重64.0kg、ウエスト87.5cmだったが、約4ヶ月で体重49.3kg、ウエスト75.0cmと、体重-14.7kg、体脂肪率-13.0%のダイエットに成功。痩せたことによる美貌もフィーチャーされ、同グループの2020年6月からの新CMに起用された。RIZAPに取り組んでいたことが明かされる1,2ヶ月前にウェブ映画『カメラを止めるな!リモート大作戦!』に出演。その際、主浜の容貌が前作から変化していたため、ファンからは「だれか分からなかった」などという反響があり、同映画の座談会動画では「役に合わせて隠すのをやめられたんですか？」という質問が読まれた。CM公開後は「衝撃的なんだけど」「変わり方凄い!!　綺麗！」などと更なる反響があり、日本テレビプロデューサーの栗原甚も「同一人物だと思えないくらい綺麗になってた」とツイートしている。後日、しゅはまはZoom配信イベントで「私のことをいつ知りましたか」と質問し、そのときに「ライザップのCMで」という回答が多かったことで、CMという媒体の凄さを改めて実感したという。

## 出演

### テレビドラマ
- 徳川無頼帳 第20話（1992年8月25日、テレビ東京）
- 世にも奇妙な物語 春の特別編「完全治療法」（1997年3月31日、フジテレビ） - 看護婦 役
- せいぎのみかた（1997年4月、日本テレビ）
- ぐっどあふたぬ〜ん（1997年6月、TBS）
- 成田離婚（1997年10月15日 - 12月17日、フジテレビ）
- 立入禁止!STAFF ONLY stage12「お色直し」（1998年1月12日、フジテレビ）
- 貫太ですッ! 第64・65話（2003年9月25日・26日、フジテレビ）
- SCANDAL 第3話（2008年11月2日、TBS）
- 女刑事・左近山響子 〜90便緊急待避せよ〜（2011年5月7日、テレビ朝日） - キャビンアテンダント 役
- 第35回 創作テレビドラマ大賞「夜明けのララバイ」（2012年3月26日、NHK）
- AXNミステリーからの挑戦状「シェリー酒は死の香り」（2013年3月9日・16日、AXNミステリー）
- 判事マツケン〜一刀両断!?天才たちの"破天荒人生"〜（2015年2月28日、NHK BSプレミアム）
- ゆとりですがなにか 最終話（2016年6月19日、日本テレビ） - 早川道郎の妻 役
- 謎解きLIVE「CATSと蘇ったモリアーティ」（2017年7月8日、NHK BSプレミアム）[59]
- ほんとにあった怖い話 夏の特別編2018「果てからの念波」（2018年8月18日、フジテレビ）[60] - 美枝子 役
- SUITS/スーツ 第5話（2018年11月5日、フジテレビ）
- 第42回 創作テレビドラマ大賞「週休4日でお願いします」（2019年3月29日、NHK） - 向井成美 役[61]
- 家政夫のミタゾノ シリーズ（テレビ朝日） - 式根志摩 役
  - 家政夫のミタゾノ 第3シリーズ（2019年4月19日 - 6月7日）[62]
  - 家政夫のミタゾノ 第4シリーズ（2020年4月24日 - 7月24日）
  - 家政夫のミタゾノ 第5シリーズ（2022年4月22日 - 6月10日）
  - 家政夫のミタゾノ 第6シリーズ（2023年10月10日 - 12月5日）[63][64]
  - 家政夫のミタゾノ 第7シリーズ（2025年1月14日 - 3月11日）[65][66]
- 俺のスカート、どこ行った? 第1話（2019年4月20日、日本テレビ）[67]
- 神ちゅーんず 〜鳴らせ!DTM女子〜 第3話 - 第10話（2019年4月21日 - 6月9日、ABCテレビ）[68][69] - 多恵子 役[70]
- TWO WEEKS 第1話（2019年7月16日、フジテレビ） - ホストクラブの客 役
- 少年寅次郎 第4話（2019年11月9日、NHK総合） - マサオの母 役
- スカーレット 第71話・第72話（2019年12月20日・21日、NHK総合） - 十代田いつ子（八郎の姉） 役[71]
- 科捜研の女 SEASON 19 File.29（2020年2月6日、テレビ朝日） ‐ 月島久子 役
- 警視庁・捜査一課長2020 第12話（2020年7月30日、テレビ朝日） ‐ 渋川時子 役
- はぐれ刑事三世（2020年10月15日、テレビ朝日） - 真島志乃 役[72]
- タリオ 復讐代行の2人 第3話（2020年10月23日、NHK総合） - ミキ 役[73]
- ハンサムセンキョ 第5話（2020年11月4日、テレビ神奈川）[74]
- ざんねんないきもの事典 第14・17・22話（2021年1月14日・2月4日・3月11日、テレビ東京） - 犬養殿子 役[75]
- 京阪沿線物語〜古民家民泊きずな屋へようこそ 第10話（2021年3月14日、テレビ大阪） - 加藤陽子 役
- 理想のオトコ 第2話 - 最終話（2021年4月15日 - 5月27日、テレビ東京） - 京子 役
- 高嶺のハナさん - 一ノ瀬一子 役
  - 第1シリーズ 第4 - 5話・第9 - 10話（2021年5月2日・9日・6月6日・13日、テレビ大阪）
  - 第2シリーズ（2022年）
- 仮面ライダーリバイス 第3話（2021年9月19日、テレビ朝日） - 小谷明子 役[76]
- 漂着者 第6話（2021年9月3日、テレビ朝日） - 内館ひろ子 役
- ヒル（2022年3月4日 - 5月20日、WOWOW） - ミシン 役
- オクトー 〜感情捜査官 心野朱梨〜 第4話（2022年7月28日、フジテレビ） - 葛木かんな 役
- 超人間要塞ヒロシ戦記（2023年2月13日 - 3月16日、NHK総合） - マサコ・オルバー（エネルギー省大臣） 役[77][78]
- 何かおかしい2 第5話（2023年5月3日、テレビ東京） - 三浦エマ愛 役
- 私と夫と夫の彼氏（2023年6月1日 - 8月3日、テレビ東京） - 三角教諭 役[79]
- unknown 最終話（2023年6月13日、テレビ朝日） - コメンテーター 役[80]
- ハレーションラブ 第1話（2023年8月5日、テレビ朝日） - 原田美穂子 役[81]
- 女子高生、僧になる。（2023年9月18日 - 10月23日、MBS） - 下白石稲子 役[82]
- ブラックファミリア〜新堂家の復讐〜（2023年10月6日 - 、読売テレビ・日本テレビ） - 釘抜美嘉 役[83]
- 帰ってきたらいっぱいして。（2023年10月20日 - 、読売テレビ） - 福原希帆 役[84][85]
- 王様戦隊キングオージャー 第47話（2024年2月4日、テレビ朝日） - ナナホシ 役[86]
- シークレット同盟（2024年4月5日 - 6月21日、読売テレビ） - 宇吹詩乃 役[87]
- 打天下2（中国語版）（2024年4月15日 - 5月10日、香港・ViuTV） - 伊津裕子 役
- 晩酌の流儀3 第11話（2024年9月14日、テレビ東京） - 大木舞 役
- Qrosの女 スクープという名の狂気 第4話（2024年10月28日、テレビ東京）[88]
- ラブライブ!スクールアイドルミュージカル the DRAMA（2024年11月22日 - 12月27日、毎日放送） - 椿マドカ 役[89]
- 家政婦クロミは腐った家族を許さない 第1話（2025年1月11日、テレビ東京） - 須藤真希子 役[90]
- 私の知らない私 第4話・第9話（2025年1月30日・3月6日、読売テレビ・日本テレビ） - 三島紀子 役[91][92]

### ウェブドラマ
- 田中圭24時間テレビ「くちびるWANTED」（2018年12月16日、AbemaTV） - クリスマスイベント司会者 役
- カメラを止めるな! スピンオフ ハリウッド大作戦!（2019年3月2日、AbemaTV[注 2]） - 日暮晴美 役
- 株式会社グレーゾーン・エージェンシー（2020年3月23日 - 5月25日、YouTube Originals） - 冴木ミホ 役
- ホットママ（2021年3月19日 - 4月9日、Amazonプライム・ビデオ） - 北別府百合子 役
- 家政負のヒカル（TELASA） - 式根志摩 役
  - Season1（2023年10月10日 - 12月5日）[93]
  - Season2（2025年1月14日 - 3月11日）[94]
- 潜入前兄妹　プリクエル〜PREQUEL〜（2024年12月7日・14日、Hulu） - 由良千佳 役[95]
- 死ぬほど愛して（2025年3月27日 - 、ABEMA SPECIAL） - 百瀬絵里 役[96][97]

### その他テレビ番組
- 美の巨人たち（2009年1月31日、テレビ東京）
- 痛快TV スカッとジャパン（フジテレビ）
  - 第69回「スカッとばあちゃん」（2016年10月17日[98]）
  - 第136回・第140回・第142回・第146回・第147回・第149回・第154 - 156回・第158回・第159回・第161回・第164回・第166回「ショートショートスカッと」（2018年8月13日[99]・9月10日[100]・10月15日[101]・11月12日[102]・19日・12月3日・2019年1月28日 - 2月11日・25日・3月4日・18日・4月29日・5月20日[103]）
  - 第141回「スーパーの迷惑客」（2018年9月24日[104]）
  - 第152回「なめたらあかんスカッと」（2019年1月14日[105]）
  - 第171回・第179回・第194回・第202回「こうして夫婦喧嘩がおさまったスカッと[注 3]」（2019年6月24日・9月9日・2020年3月2日・5月18日[106]）
  - 第175回・第178回「スカッと母ちゃん」（2019年8月5日・9月2日）
  - 第180回・186回・第188回「悪徳訪問販売を母が撃退[注 4]」（2019年9月30日[107]・12月9日[108]・2020年1月13日[109]）
  - 第181回・第196回「機転で解決スカッと[注 5]」（2019年10月21日[110]・2020年3月16日[111]）
  - 第183回「迷惑客を論破」（2019年11月11日[112]）
  - 第184回「夫婦のモメ事を機転で解決」（2019年11月18日[113]）
  - 第190回「母親が解決スカッと」（2020年1月27日[114]）
  - 第197回「言ってやったスカッと」（2020年3月23日[115]）
  - 第199回「カッコいい女性が解決」（2020年4月20日[116]）
  - 第207回「まさかの解決スカッと」（2020年6月22日[117]）
- 5時に夢中!（2018年8月21日、TOKYO MX）ゲストコメンテーター[118]
- シブヤノオト and more FES.（2018年9月8日、NHK総合）[119]
- 中居正広の金曜日のスマイルたちへ（2018年11月16日、TBS）
- ポツンと一軒家（2018年11月25日、ABCテレビ）
- 『カメラを止めるな!』世界を席巻!? 映画祭アツアツ珍道中inインドネシア（2018年12月25日、TOKYO MX）[120]
- 雨上がりの「Aさんの話」〜事情通に聞きました!〜（2019年2月26日、ABCテレビ）
- 全問リアル 就活Q（2019年3月2日・5月2日、NHK総合）
- 有吉大反省会2時間SP（2019年4月3日、日本テレビ）[11]
- クイズプレゼンバラエティー Qさま!!（2019年4月15日、テレビ朝日）[121]
- 国民1万人がガチで投票! 冷凍食品総選挙（2019年4月16日、テレビ朝日）[122]
- あさイチ（2019年4月22日、NHK総合）[123]
- 金曜日のどっち!?（2019年5月3日、テレビ朝日）[124]
- アナザーストーリーズ 運命の分岐点「“カメラを止めるな!”〜低予算×無名が生んだ奇跡〜」（2019年5月21日、NHK BSプレミアム）[125]
- 世界!知らなかったグルメ（2019年6月9日・16日、テレビ朝日）ナレーション
- 大人のモメごと解決します。（2019年8月16日、フジテレビ）人生のエキスパートレディ[126]
- 本当にあった衝撃の事件ファイル（2020年9月16日、フジテレビ） - 「熱海・美魔女切りつけ事件 叶わぬ幸せ…残酷な転落劇」岩本和子 役[127][128]

### インターネットテレビ
- 映画『カメラを止めるな！』を一緒に見よう。（2018年6月22日、ニコニコ生放送）[129]
- ワイキュー（2019年5月24日、Yahoo! Japan）[130]

### 映画
- ラブ&ポップ（1998年1月9日公開、ラブ&ポップ制作機構、監督：庵野秀明） - イシオカ 役[131]
- わが母の記（2012年4月28日公開、松竹、監督：原田眞人）
- カメラを止めるな!（2018年6月23日公開[注 6]、ENBUゼミナール=アスミック・エース、監督：上田慎一郎） - 日暮晴美 役[1]
- 黒い乙女Q / 黒い乙女A（2019年5月31日 / 8月16日公開、AMGエンタテインメント、監督：佐藤佐吉）[132]
- いちごの唄（2019年7月5日公開、ファントム・フィルム、監督：菅原伸太郎） - 涼子 役[133][134]
- かぞくあわせ（2019年9月7日公開、ルネシネマ） - 主演（藤田健彦とダブル主演）[135][136]
  - 左腕サイケデリック（監督：長谷川朋史） - 和枝 役
  - 最高のパートナー（監督：大橋隆行） - シュハマ 役
  - はなればなれになる前に（監督：田口敬太） - 愛子 役
- 最高の人生の見つけ方（2019年10月11日公開、ワーナー・ブラザース映画、監督：犬童一心）
- ミゾロギミツキを探して（2019年11月2日公開[注 7]、ニューシネマワークショップ、監督：吉野竜平） - 女性霊媒師 役
- 午前0時、キスしに来てよ（2019年12月6日公開、松竹、監督：新城毅彦）
- カメラを止めるな!リモート大作戦!（2020年5月1日Web公開、PANPOCOPINA、監督：上田慎一郎） - 日暮晴美 役[138]
- 真・鮫島事件（2020年11月27日公開、イオンエンターテイメント、監督：永江二朗） - マンションの管理人 役
- 犬部!（2021年7月22日公開、KADOKAWA、監督：篠原哲雄） - 中越真利子 役
- 劇場版 仮面ライダーリバイス（2021年7月22日公開、東映、監督：柴﨑貴行）[139] - 小谷 役
- あらののはて（2021年8月21日公開、Cinemago、監督：長谷川朋史） - 絵画教室の教師 珠美 役[140][141]
- 幕が下りたら会いましょう（2021年11月26日公開、SPOTTED PRODUCTIONS、監督：前田聖来） - 斎藤京子 役[142]
- アリスの住人（2021年12月4日公開、reclusive factory、監督：澤佳一郎） - 加茂朋恵 役[143]
- ポプラン（2022年1月24日公開、エイベックス・ピクチャーズ、監督：上田慎一郎）[144] - インタビュアー 役
- MIRRORLIAR FILMS Season2『巫.KANNAGI』（2022年2月18日公開、イオンエンターテイメント、監督：柴咲コウ）[145]
- バスカヴィル家の犬 シャーロック劇場版（2022年6月17日公開、東宝、監督：西谷弘） - キャバクラ嬢 役
- とおいらいめい（2022年8月27日公開、ルネシネマ、監督：大橋隆行） - 母 役
- 沈黙のパレード（2022年9月16日公開、東宝、監督：西谷弘） - ランチの客山田 役
- MONDAYS/このタイムループ、上司に気づかせないと終わらない（2022年10月28日公開、パルコ、監督：竹林亮） - 木本貴子 役
- 不倫ウイルス（2022年10月28日公開、無限の猿定理、監督：長谷川徹） - 宇和幸恵 役
- ペットショップ（2022年12月17日公開、監督：芦原健介）
- 愛のこむらがえり（2023年6月23日公開、プラントフィルムズエンタテインメント、監督：髙橋正弥） - パン屋の同僚 役[146]
- 瞬きまで（2023年8月5日公開、ルネシネマ、監督：長谷川朋史） - 凪野遥 役　※制作も担当
- ダマガール（2023年11月11日公開、監督：清水佳代子）[147]
- 罪と悪（2024年2月2日公開、監督：齊藤勇起）[148]
- 100秒の拳王 -ケンカバトルロワイアル-（2024年9月6日公開、監督：千村利光）[149]
- 水の中で深呼吸（2025年7月25日公開、監督：安井祥二）[150]

### オリジナルビデオ
- 突撃ラクガキ愚連隊（1997年9月12日、東映ビデオ、監督：高橋伴明）

### 舞台
- プラチナペーパーズ「櫻の園」（1994年4月5日 - 10日、東京芸術劇場 小ホール1） - 杉山紀子 役
- 東京乾電池 若手公演「田園ハレム」（1995年5月9日 - 19日、ザ・スズナリ）
- イーハトーボの音楽劇「銀河鉄道の夜」（1995年8月3日 - 7日、青山劇場）
- 東京乾電池20周年記念公演「しとやかな獣」（1996年9月5日 - 16日、本多劇場）
- 山内健司の演劇「葡萄と密会」（2004年7月28日 - 8月3日、新宿pamplemousse） - 山崎はるみ 役[151]
- OZab 2nd「とおいらいめい」（2004年9月、plan-B） - 主演・爽（サヤ） 役[152]
- KERA・MAP #004「ヤング・マーブル・ジャイアンツ」（2005年6月25日 - 7月3日、吉祥寺シアター）
- こまばアゴラ劇場企画「ニセS高原から」（2005年8月28日 - 9月27日、こまばアゴラ劇場） - 「蜻蛉玉」に出演[153][154]
- Qluck宴 vol.1「ストッキング」（2006年10月5日 - 10日、RAFT） - 主演・詠美 役[155]
- OZab 3rd「みちかけ」（2007年2月21日 - 25日、劇場MOMO）[152]
- Picture Yourself Sound School #6 Superstar Carnival「俺たちがテレビだ!」（2007年3月5日 - 11日、池袋小劇場）[156]
- 演会 本公演其の参「高砂事変」（2007年9月4日 - 9日、シアターグリーン BIG TREE THEATER）
- 映像・舞台企画集団ハルベリー第3回公演「きみのコトバ」（2007年10月3日 - 8日、劇場MOMO）
- 螢光TOKYO SHOW「山内ケンジ・ふじきみつ彦の『修学旅行』」（2007年11月10日・11日、テレビ朝日 多目的スペースumu）
- 東京ネジ 第9回公演「ナルシグナル」（2008年1月31日 - 2月3日、王子小劇場）
- タテヨコ企画 第16回公演「月の平均台」（2008年5月28日 - 6月3日、下北沢駅前劇場）
- RAKUENOH+ Working☆Shopping Vol.2「風景、あるいは壁の絵を窓と思い込みそこで目撃した物語を語る女の、幽かな震え。」（2009年4月4日・5日、タイニイアリス）
- E-Pin企画10周年記念公演＋城山羊の会「イーピン光線」（2010年2月9日 - 14日、下北沢駅前劇場） - 工藤あかね 役[157]
- 古川昌義プロデュース〜唄を演ずる、演技を唄う〜「音楽家と役者の伝えたいこと」（2010年4月2日、ヤマハ銀座スタジオ）
- ブルース商会プロデュース 保村大和の「たまにゃ、一杯のみまショー Vol.1」（2012年4月20日、阿佐ヶ谷ロフトA）[158]
- GRIPPER プロデュース vol.2「デビルマン -不動を待ちながら-」（2010年7月16日 - 19日、前進座劇場） - 矢島サキ 役[159][注 8]
- 劇団ビタミン大使ABC「PhⅡ顆粒」（2012年5月22日 - 27日、SPACE107）
- Utervision Company 2012 東京 vol.3「マイサンシャイン」（2012年9月28日 - 30日、座・高円寺2）
- Oi-SCALE＋空が飛べると想ってみる「NERO/ネロ」（2012年10月17日 - 21日、SAiSTUDIOコモネA）
- pafe.GWC/観劇市場プロデュース「アイ・アム・アン・エイリアン」（2012年12月1日・2日、学習院女子大学 やわらぎホール）
- RONNIE ROCKET Speaking#2「女ともだちのそうしき2013」（2013年6月23日、大吉カフェ）
- LUCK-UMU presents ミステリーファイトクラブvol.5「アリーナ海賊団の受難」（2014年7月5日・6日、ARENA下北沢） - 船医 ナターシャ 役[161][162]
- Oi-SCALE「オムニバス of OiOi vol.5 サクラ」（2015年4月3日 - 7日、下北沢駅前劇場） - Aプログラム「緑春」に出演
- Ne'yanka第3回公演「ペストと交霊術」（2018年8月30日 - 9月3日、APOCシアター） - 主演・アルマンド 役[163][164]
- 朗読劇「僕らは人生で一回だけ魔法が使える」（2019年2月28日 - 3月2日、ヒューリックホール東京）[165]
  - 再演（2019年12月10日 - 15日、品川プリンスホテル クラブeX）[166]
- 劇団アレン座第3回本公演「積チノカベ」（2019年7月4日 - 7日、北九州芸術劇場 小劇場 / 7月11日 - 14日、すみだパークスタジオ倉） ※映像出演[167]
- 「THE BANK ROBBERY!〜ダイヤモンド強奪大作戦〜（英語版）」（2019年8月2日 - 12日、新国立劇場 中劇場 / 8月16日・17日、森ノ宮ピロティホール）[168]
- 「うつつ」小松政夫の大生前葬（2019年10月31日 - 11月4日、キンケロ・シアター）[169]
- Avenue X theater vol.1「バレンタイン・ブルー」〜Xアベニューに吹く風は素敵なメロディを連れてくる〜（2020年2月18日 - 2月25日、博品館劇場）[12][170]
- きっとこれもリハーサル（2022年9月29日 - 10月13日、新国立劇場 小劇場 / 10月22日、COOL JAPAN PARK OSAKA TTホール）- 斎藤美香子 役[171]
- 家政夫のミタゾノ THE STAGE 〜お寺座の怪人〜（2022年11月17日 - 27日、EX THEATER ROPPONGI / 12月3日・4日、森ノ宮ピロティホール） - 式根志摩 役[172][173]
  - 家政夫のミタゾノ THE STAGE レ・ミゼラ風呂（2025年5月16日 - 6月8日、EX THEATER ROPPONGI / 6月13日 - 17日、森ノ宮ピロティホール / 6月21日・22日、七尾市文化ホール / 6月28日・29日、東海市芸術劇場 大ホール / 7月5日・6日、上野学園ホール / 7月12日・13日、名取市文化会館 大ホール）[174]
- 銀河鉄道の父（2023年9月9日 - 16日、自由劇場） - ヤギ 役[175]
- ソーセージ（2024年10月10日 - 27日、博品館劇場） - エミリア 役 他[176][177]
- 舞台「鬼太郎誕生 ゲゲゲの謎」（2026年1月9日 - 25日〈予定〉、サンシャイン劇場 / 1月29日 - 2月1日〈予定〉、梅田芸術劇場 シアター・ドラマシティ / 2月7日・8日〈予定〉、鳥栖市民文化会館） - 龍賀丙江 役[178]

#### イーピン企画 ミステリーイベント
ミステリーナイト
冬に行う「ミステリーナイトWinter」も含む。
- 「Tense! 〜意図された緊迫〜」
（2003年8月8日・9日、JALリゾートシーホークホテル福岡 / 8月13日 - 17日、ホテルメトロポリタン / 9月22日・23日、神戸ポートピアホテル）
- 「龍は赤い月を抱く」
（2006年7月22日 - 24日、JALリゾートシーホークホテル福岡 / 8月9日 - 13日、ホテルメトロポリタン / 8月26日・27日、リーガロイヤルホテル）
- 「青い真珠の悲劇 〜彼はなぜ行方をくらませたのか〜」
（2011年12月28日・29日、リーガロイヤルホテル / 2012年1月2日・3日、ホテルメトロポリタン / 3月31日 - 4月1日、池の平ホテル） - 小岩井佳奈 役[179]
- 「英国式豪華列車の謎 〜有栖川有栖の待つ駅へ〜」
（2015年8月13日 - 17日、ホテルメトロポリタン / 8月29日 - 31日、みらいホール・ホテルニューオータニ博多 / 9月5日・6日、堂島リバーフォーラム）

探偵ミステリーツアー
- 「車窓に浮かぶ疑惑の影 〜名探偵よ、北勢に集結せよ!〜」
（2006年11月30日 - 12月4日・8日 - 11日・15日 - 18日、三重県北勢エリア（桑名〜阿下喜）・六石高原ホテル）
- 「闇の怪人からの招待状 〜名探偵よ、帯広に集まれ!〜」
（2007年12月15日 - 17日・12月22日 - 24日・2008年1月19日 - 21日、帯広競馬場・十勝川国際ホテル筒井） - 柳佐和子 役[180]
- 「逆さ富士の幻惑 〜名探偵よ、西湖に集まれ!〜」
（2009年3月6日 - 8日・13日 - 15日、西湖・レイクホテル西湖）

ミステリー・ザ・サード
- 「幸福への迷路〜婚活BBQ殺人事件〜」（2009年11月13日 - 15日・12月5日・6日、ふれあいの里 / 11月27日 - 29日、牛滝温泉 いよやかの郷）[181]
  - 再演（2010年6月18日 - 20日、レイクホテル西湖）
- 「Closed Room Game 〜館〜」（2010年11月26日 - 28日・12月4日・5日・11日、ピースタジオ 西原ハウス）
  - 関西公演（2012年2月18日・19日、宝塚ホテル）

コラボイベント
- 映画「ひぐらしのなく頃に」公開イベント ひぐらしのなく頃に外伝「夢流し編〜今宵は惨劇のプロローグ〜」（2008年5月5日、豊島区立大明小学校） - 浜崎あけみ 役[182]
- カプコン×E-Pin企画presents 逆転ミステリー劇場「狙われた仮装コンテスト」（2011年1月29日・30日、原宿クエストホール）
- 映画「ブラック・ブレッド」公開記念ミステリーイベント「ライアー・ヴィレッジ〜バウマスの森の悪魔〜」（2012年6月10日、シダックス カルチャーホール）
- BS-TBS×TBSラジオスペシャル「Dr.レオンからの挑戦状〜宝石泥棒のトリックを見破れ!〜」（2014年5月16日 - 6月1日、イオンモール幕張新都心）[183]

その他
- MYSTERY CRUISE 2002「そして誰が殺される?〜殺人オーディションの夜〜」（2002年12月7日・8日、横浜港 / 12月17日・18日、大阪港）

### CM
- エステティックTBC「ナオミに変る日」（キレイになるのがTBC）（1997年） - なおみ 役[注 9]
- 日本閣「結婚したい」（1997年）
- 麒麟麦酒 キリン一番搾り「沢田課長」（1997年）
- 呉工業「KURE 5-56」（1997年）
- マイクロソフト（1997年）
- 週刊アスキー広告（1997年）
- 新日邦コンコルド「コンコルドを探して」（2003年）
- 新日邦コンコルド「コンコル道を往く者」（2004年）
- ノーリツ DECAZO「まるでリビング」「それでもお風呂をリビングに」（2004年）[184]
- NTTレゾナント「goo」12年間寝ていた兄「生きることは、知ること。」篇（2005年）
- 江崎グリコ「メンタルバランスチョコレートGABA」（2006年）
- Panasonicデジタル補聴器「会話の距離」（2006年）
- ロッテ アーモンドチョコレート「甘すぎる客」篇（2007年）
- 呉工業「KURE 5-56」オヤジズムCM（2007年）[185]
- 日本テレビインフォマーシャル（2009年）
- NTT東日本 フレッツ「フレッツ光でドラクエの世界へ」（2012年） - 武闘家 役
- 大塚製薬 ポカリスエット「Jump」篇・「Sing篇」（2015年）
- Supercell「クラッシュ・ロワイヤル」ぶっこみお嬢様シリーズ「誕生の瞬間」篇・「お父様とお食事」篇（2017年3月）
- オープンハウス 犬のジョンシリーズ「お宅訪問」篇（2017年4月） - 近所の犬の飼い主 役[186]
- 損保ジャパン日本興亜ひまわり生命 リンククロス 笑顔をまもる認知症保険「なる前が大事」篇（2018年10月） - 妻 役[187]
- mineo フィギュア篇（2018年10月）　※関西限定[188]
- AJINOMOTO 香り立つパラっと炒飯油「一杯の炒飯」篇 （2018年10月） - お母さん 役[24]
- RIZAPグループ「ソファ」篇・「ジャンプ」篇（2020年6月）[48][49][56][57][189]

#### ウェブ広告
- アルペン「TGFジュニアシューズlong ver.」（2017年）
- ドコモ dデリバリー「BENTO MOM 〜弁当母さんの大爆走〜」（2017年4月） - 弁当母さん 役
- 花王 トイレクイックル「便器予報」（2017年9月）
- L is B「総務を止めるな! しゅはまはるみのお局日記」（2018年12月） - 総務部お局OL 役（イメージキャラクター）[190][191]
  - AI-FAQボット「私は忙しいの！」編・「血みどろ」編・「何よ、また学習?!」編・「Excelだけでできるのね…」編・「私に聞かないでよ」編
  - direct「メッセージのやりとり訴求」編・「チャットボットで業務効率化」編
- ネスレ日本 カメラを止めるな!スピンオフ『ハリウッド大作戦!』スペシャルCM バリスタ編・バリスタ YouTuber編（2019年3月） - 日暮晴美 役

### その他
- B-CLUB Vol.89「スーパーヒロインの泉」（1993年）モルダイバー2号
- ドキュメンタリー映画『そこにあるもの』音声ガイド（2019年）[192]
- エイベックス「イヤーアップの着け方講座」しゅはまはるみ編（2020年）[193]
- 週刊ポスト 2020年 7/17号
- しゅははるみのスナックカーボ 〜Carb Talk〜（2020年7月25日・8月30日・9月28日）　※Zoomを用いたイベント[194]
- 日向坂46 「One choice」マネージャー役（2023年）[195]

## 作品

### 舞台（作品）
- OZab 4th「コントラ」（2008年3月） - 演出[3][152]

### 写真集
- 週刊ポストデジタル写真集 しゅはまはるみ オンナを止めるな!（2020年6月30日、小学館、撮影：西田幸樹）[196]　※電子書籍